# 伊勢奥津駅

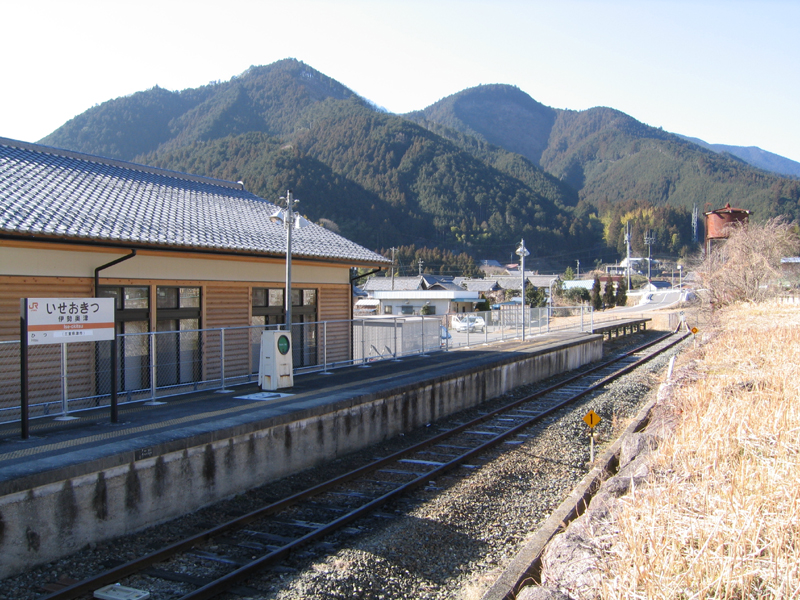
伊勢奥津駅のホームと給水塔（右端）、新駅舎（ホーム後ろ）（2006年1月）

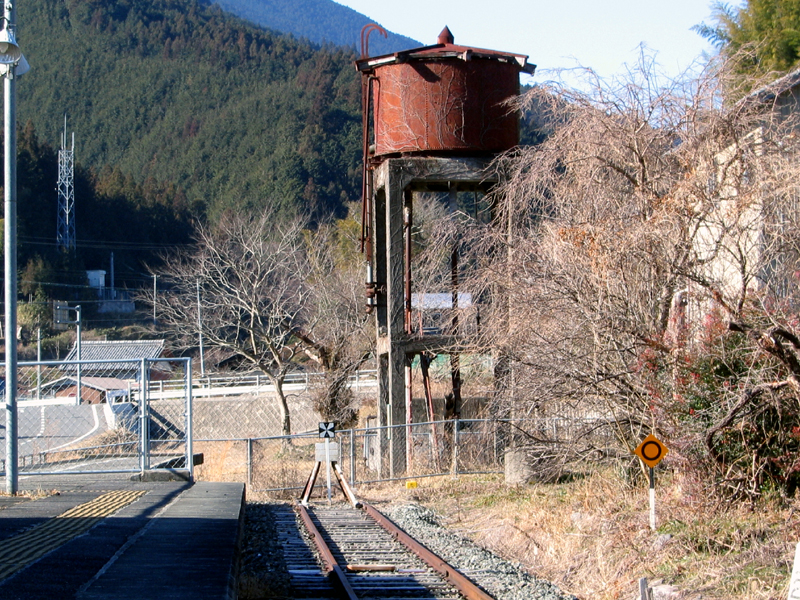
ホームより車止め方向の風景。これより名張駅に延びる予定だった

伊勢奥津駅（いせおきつえき）は、三重県津市美杉町奥津にある、東海旅客鉄道（JR東海）名松線の駅である。同線の終着駅である。

## 概要
名松線とは名張と松阪を結ぶ計画だったことから付けられた路線名称だが、同区間に参宮急行電鉄（後の近鉄大阪線・山田線）が先行して1930年に開通したため、名松線は1935年に松阪駅 - 当駅間開通に留まり、当駅から先、名張までの区間は建設されないまま未成線となって現在に至る。
近鉄大阪線名張駅は当駅から約30km程の距離にある。駅前からは当駅との間に直通の三重交通バスが1日1往復発着していたが、2021年3月末限りで廃止された。
2009年10月の台風18号による風水害で名松線全線が全面運休となった。松阪駅 - 家城駅間は同月15日に復旧したものの、JR東海は同月29日、家城駅から当駅までの間については復旧が困難として、当分の間、代行バスを運行すると発表した（運賃は鉄道輸送のものが適用された）。2016年3月26日、当駅を松阪駅行一番列車が出発し、運休から実に6年半振りの全線復旧となった。

## 歴史
- 1935年（昭和10年）12月5日：鉄道省名松線の終着駅として開設[1][4]。一般駅[4]。
- 1965年（昭和40年）10月1日：貨物取扱廃止[4]。
- 1984年（昭和59年）2月1日：荷物扱い廃止[4]。
- 1987年（昭和62年）4月1日：国鉄分割民営化に伴い、東海旅客鉄道（JR東海）の駅となる[1][4]。
- 1990年（平成2年）：無人駅化[要出典]。
- 2004年（平成16年）3月：駅舎改築工事開始。
- 2005年（平成17年）2月：新駅舎完成。
- 2009年（平成21年）
  - 10月8日：台風18号により、名松線全面運休[1]。
  - 10月15日：家城 - 伊勢奥津間バス代行により、列車運休[1]。
- 2014年（平成26年）4月1日：駅舎に隣接して「津市伊勢奥津駅前観光案内交流施設」が開業[5]。
- 2016年（平成28年）3月26日：家城駅 - 当駅間復旧、運行再開[3]。
- 2024年（令和6年）12月3日：構内の給水塔が国の有形文化財に登録される[6]。

## 駅構造
単式ホーム1面1線を有する地上駅。構内南側・ホームに隣接して2005年（平成17年）2月に建設された駅舎がある。駅舎は八幡地区住民センターと兼用となっている。以前は島式ホーム1面2線と駅舎横（西側）単式ホーム1面1線で、3線が給水塔付近ポイントで1線になっていた。新駅舎建設に伴い島式ホーム北側1線となり2線が撤去された。
松阪駅管理の無人駅。構内には木材運搬用のSLが1965年（昭和40年）まで使用していた給水塔が残る。鉄筋コンクリート製で、高さ9.5m、貯水槽の外径3.1m。
20時台に当駅終着列車があるが、当駅で車両停泊は行われず、松阪駅まで回送運転している。国鉄時代は滞泊運用が2本設定されていた。

## 利用状況
「三重県統計書」によると、近年の1日平均乗車人員の推移は以下の通り。なお、2009年度 - 2015年度は、2009年10月 - 2016年3月まで行なわれていたバス代行輸送分を含んでいる。
| 年度   | 1日平均 乗車人員 |
| ------ | ---------------- |
| 1998年 | 66               |
| 1999年 | 64               |
| 2000年 | 68               |
| 2001年 | 76               |
| 2002年 | 68               |
| 2003年 | 64               |
| 2004年 | 64               |
| 2005年 | 61               |
| 2006年 | 56               |
| 2007年 | 50               |
| 2008年 | 43               |
| 2009年 | 38               |
| 2010年 | 29               |
| 2011年 | 24               |
| 2012年 | 26               |
| 2013年 | 26               |
| 2014年 | 21               |
| 2015年 | 24               |
| 2016年 | 43               |
| 2017年 | 30               |
| 2018年 | 29               |
| 2019年 | 26               |

## 駅周辺
- 津市八幡出張所・八幡地域住民センター：駅舎併設
- 津市伊勢奥津駅前観光案内交流施設：隣接
- 八幡神社：伊勢国司北畠顕能ゆかりの神社、三重県指定有形文化財
- 北畠神社
- 霧山城
- 念仏寺
- 奥津郵便局
- 伊勢本街道奥津宿
- 城山クラインガルテン

## バス路線
「伊勢奥津駅前」停留所にて、津市コミュニティバス路線が発着する。
- 美杉東ルート（月・水・金運行）
  - マックスバリュ川口店方面
- 美杉西ルート（月・水・金運行）
  - 一志病院方面
  - マックスバリュ川口店方面
  - 川上方面
- 美杉南ルート（水運行）
  - 丹生俣方面
  - 美杉総合支所方面
  - 敷津経由飯垣内方面
- 美杉循環ルート（火・木運行）
  - 敷津方面
  - 道の駅美杉方面
  - 伊勢竹原駅前・伊勢鎌倉駅前・比津方面（循環・当駅へ戻る）
- 上記の他、観光シーズンには土日を中心に季節運行路線がある[8]。

前述の通り、名張駅までの路線バスが存在したが、2021年3月末で廃止となった。廃止時点のダイヤで、当駅発名張駅前行7:11発（列車と接続無し）と名張駅前17:35発当駅前行（名松線最終列車に接続）があった。他に当駅から途中の飯垣内（津市美杉町の名張市境手前止め）行18:53発があった。
2021年4月以降、名張方面へは上記の津市コミュニティバスで奈良県御杖村敷津まで行き、名張駅前行の三重交通31系統（伊賀営業所担当）に乗換える必要がある。なお、コミュニティバスは曜日限定運行となっているため、利用の際は事前確認が必要。

## 隣の駅
東海旅客鉄道（JR東海）
■名松線
■普通
比津駅 - 伊勢奥津駅